# نبات منزلي

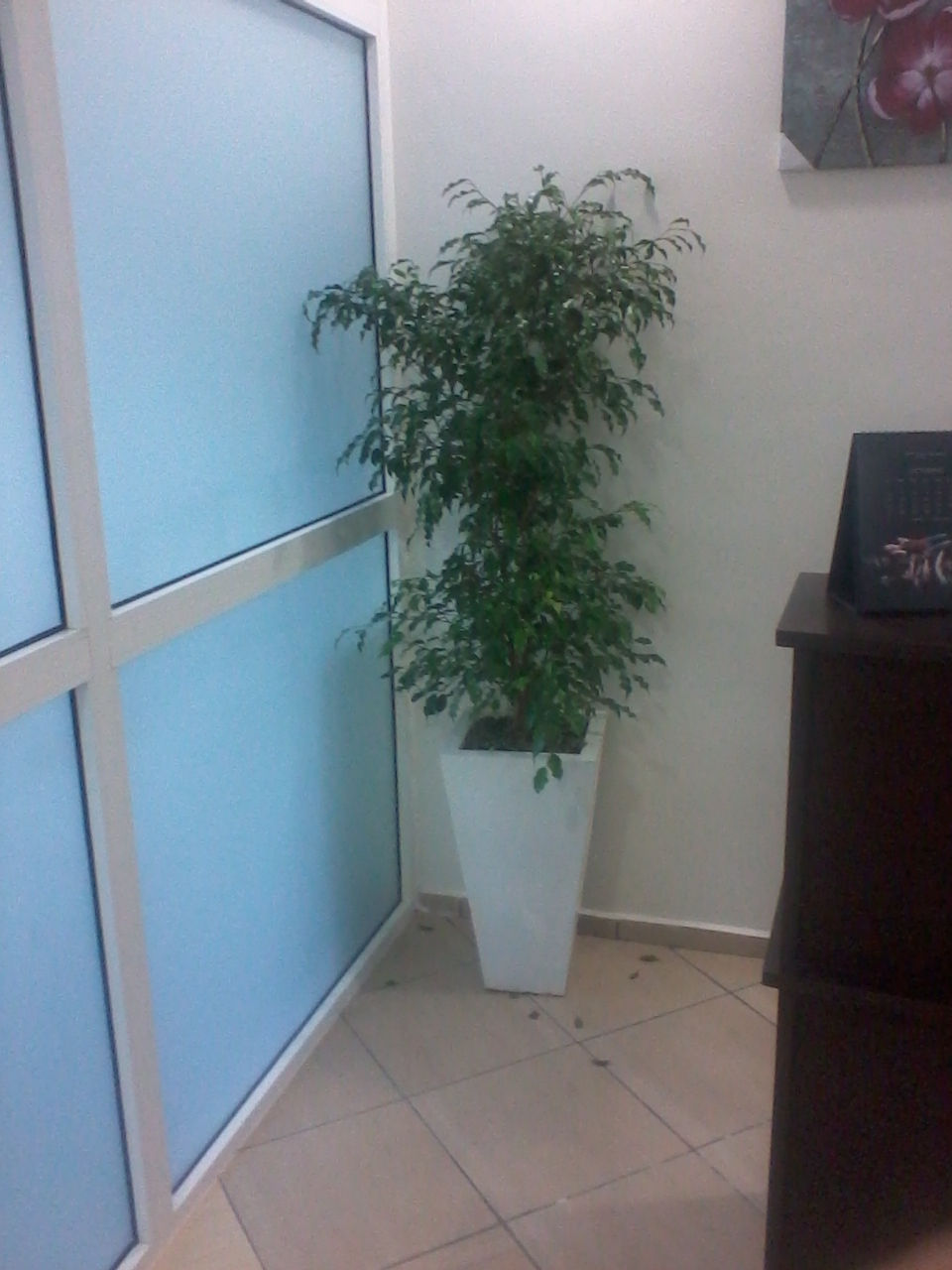
يمكن لبعض النباتات بوعاء صغير أن تنمو بأحجام كبيرة، مثل هذه الشجرة الموجودة في إحدى العيادات الطبية

النبات المنزلي هو نبات ينمو ضمن المباني مثل المنازل والمكاتب والحدائق الداخلية المنزلية، وذلك بخلاف النباتات الأخرى التي يتطلب نموها وجودها في الحدائق أو في الفلاة، حيث أن النباتات المنزلية بإمكانها أن تنمو في الأماكن الظليلة وفي الأماكن ذات الرطوبة العالية نسبيا.
وتستخدم النباتات المنزلية في العادة كنباتات زينة وأيضا لتلطيف الجو داخل الغرف المغلقة.

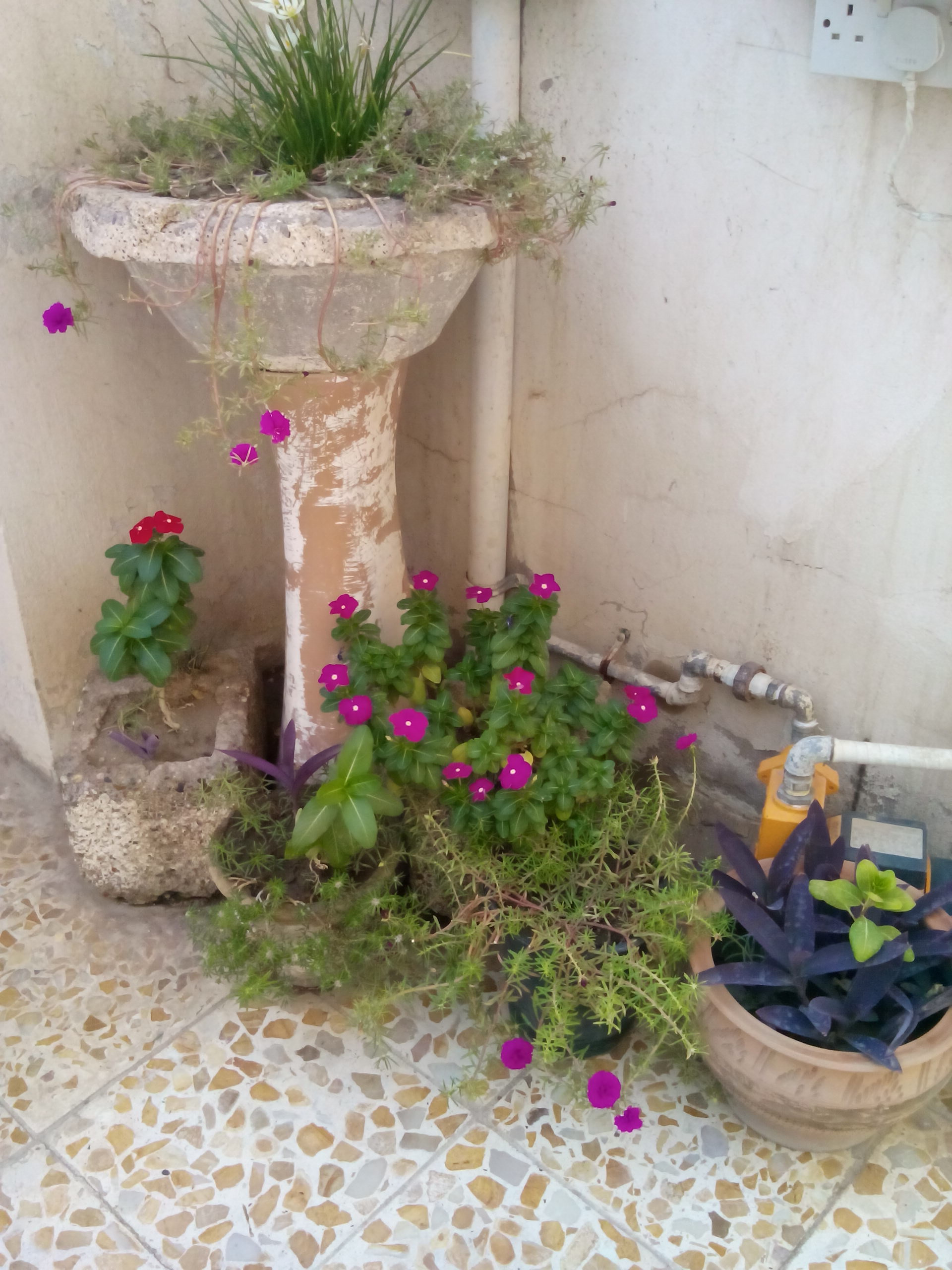
مجموعة منوعة من الأصص في حديقة منزلية

## النباتات المنزلية وتأثيرها على تلوث الهواء في الأماكن المغلقة

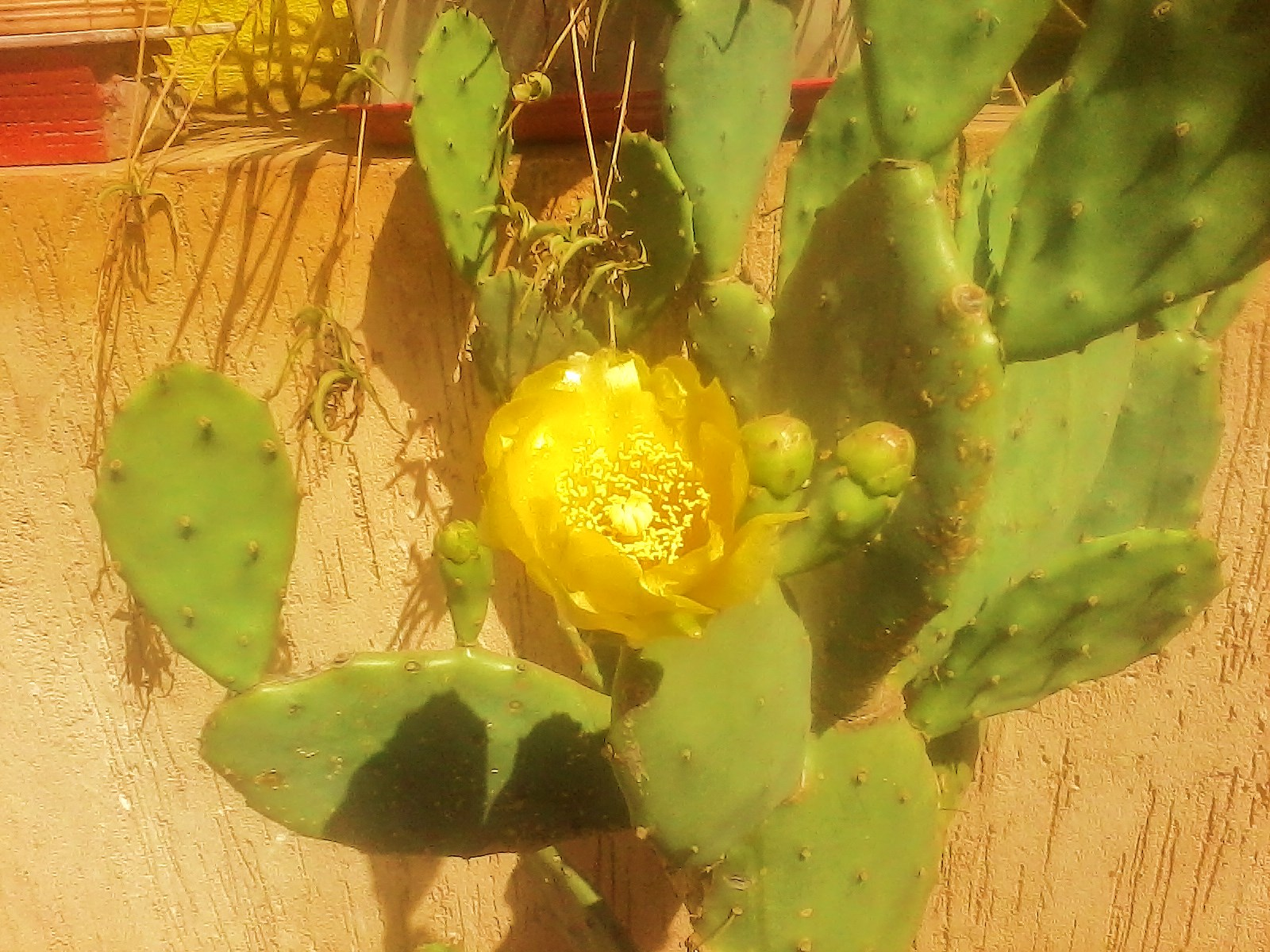
تتمتع النباتات الصبارية إضافة إلى تسكين الحروق الشمسية ولسعات الحشرات والجروح بالقدرة على إزالة السموم من جسمنا وتنقية الهواء الداخلي من الملوثات الموجودة في مستحضرات التنظيف الكيماوية.

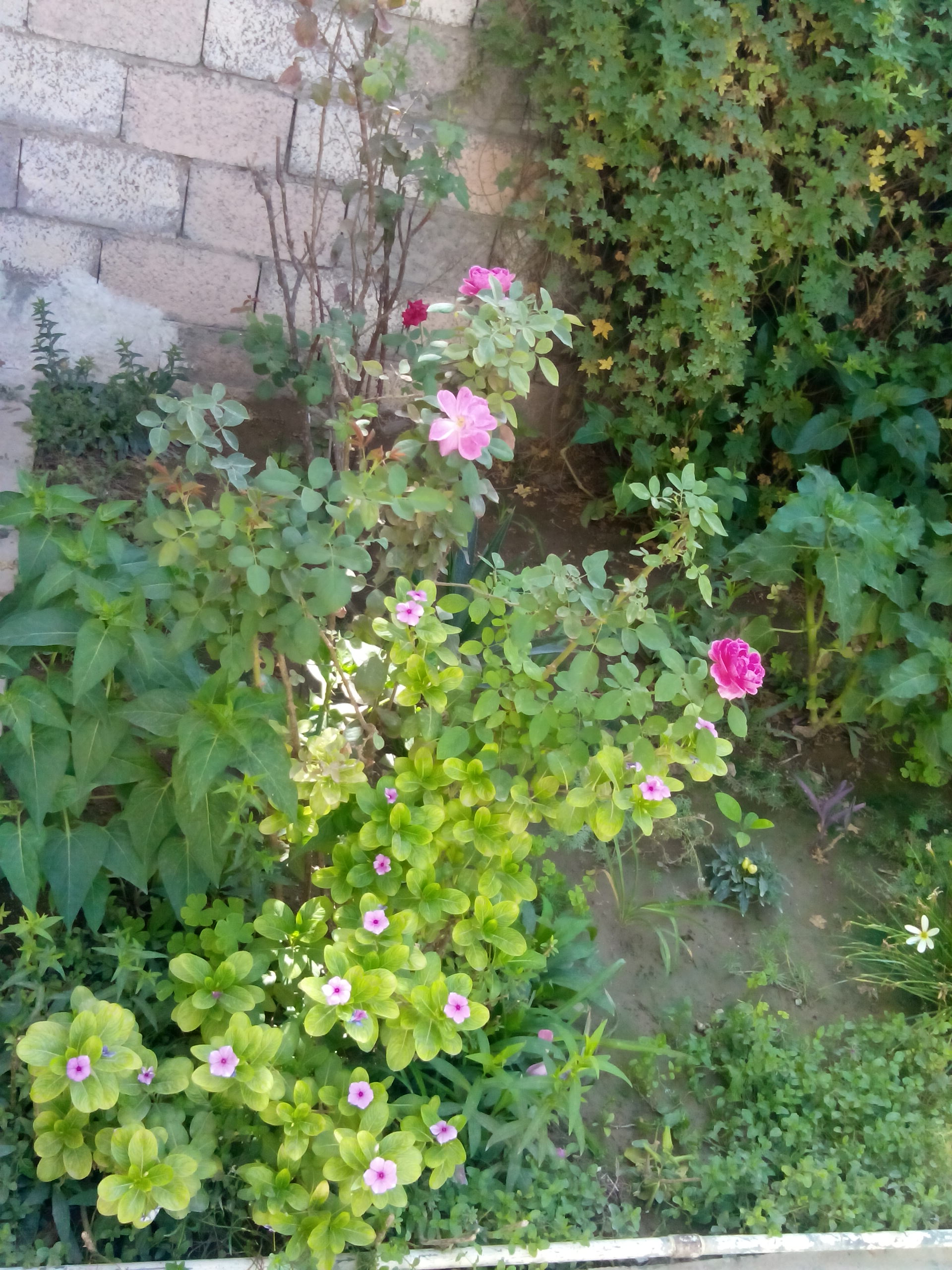
حديقة منزلية

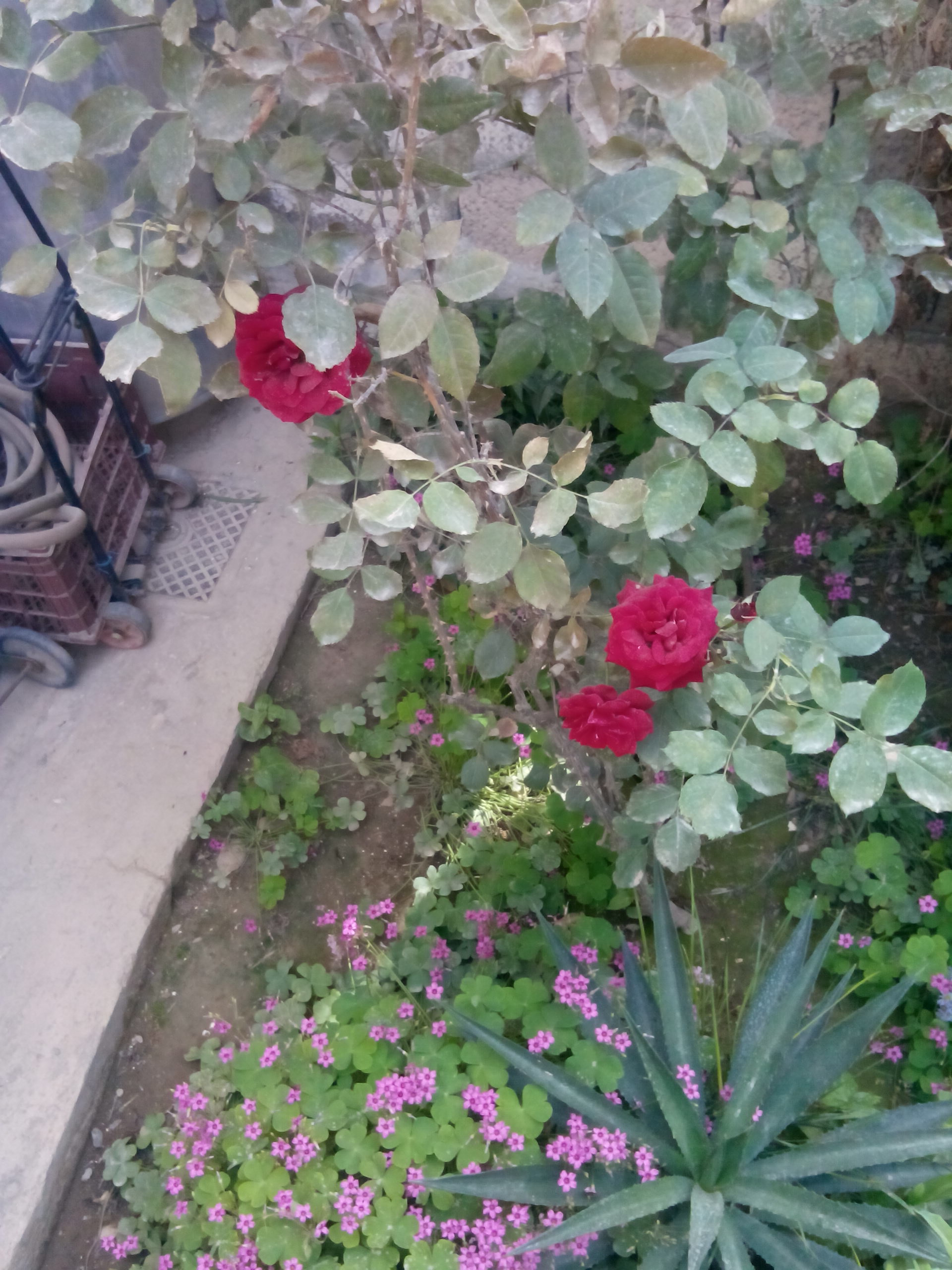
أزهار في حديقة داخل المنزل

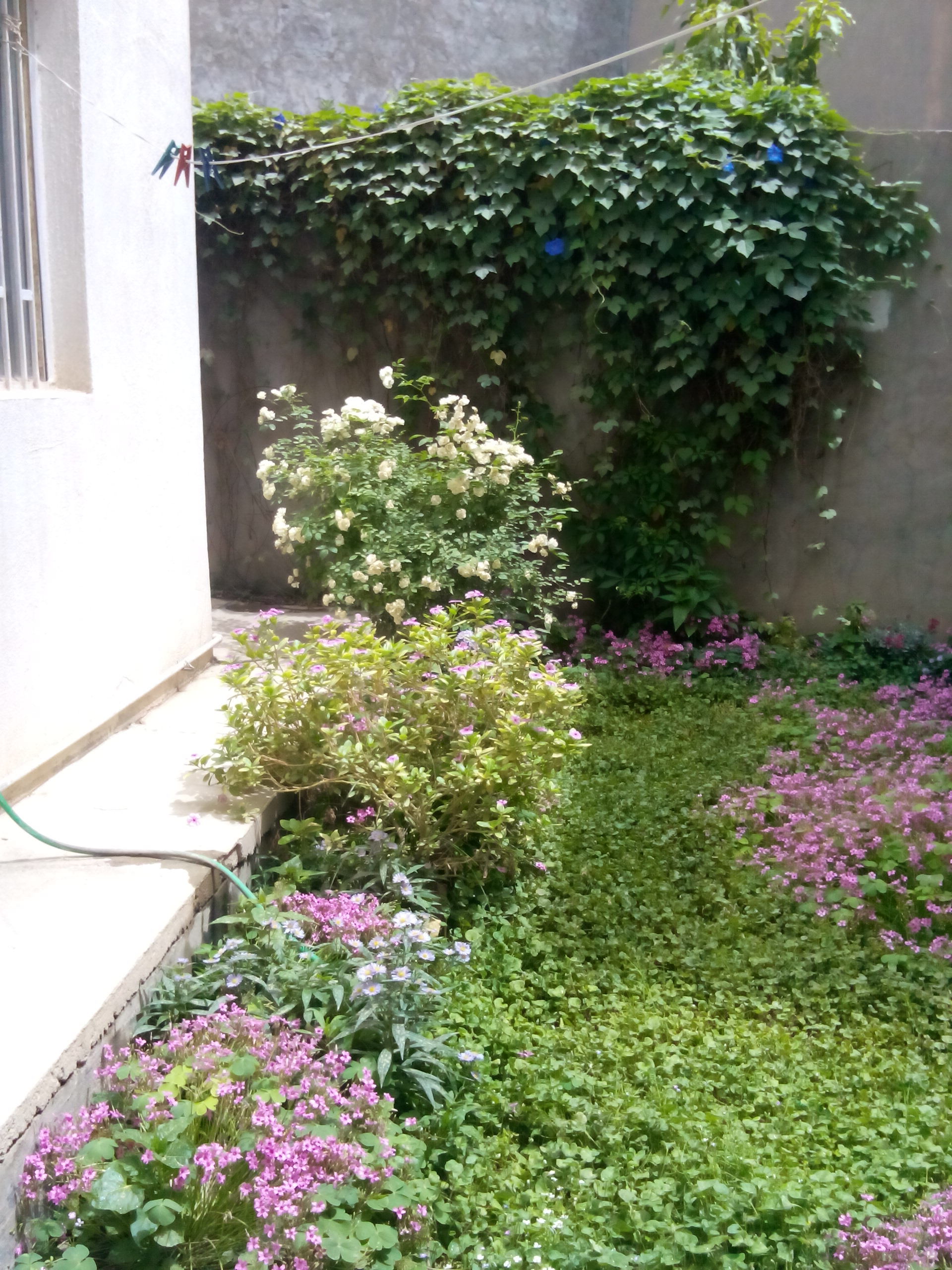
حديقة منزلية

تقلل النباتات المنزلية من مكونات تلوث الهواء في الأماكن المغلقة، بالأخص المركب عضوي متطاير مثل البنزين والتولوين والزيلين وغيرهم.
وتتم إزالة المركبات الضارة في المقام الأول من قبل الكائنات المجهرية في التربة.
كما قد تتمكن أيضا النباتات المنزلية من إزالة ثنائي أكسيد الكربون، حيث تنخفض منسوبيته في المناطق المغلقة.
وقد تم التحقق من تأثير النباتات وجدواها من قبل وكالة ناسا لاستخدامها في المركبات الفضائية
وتظهر التأثيرات الإيجابية للنباتات المنزلية أيضا في الحد من الميكروبات المحمولة جوا، كما تساهم في زيادة الرطوبة.

## معرض صور

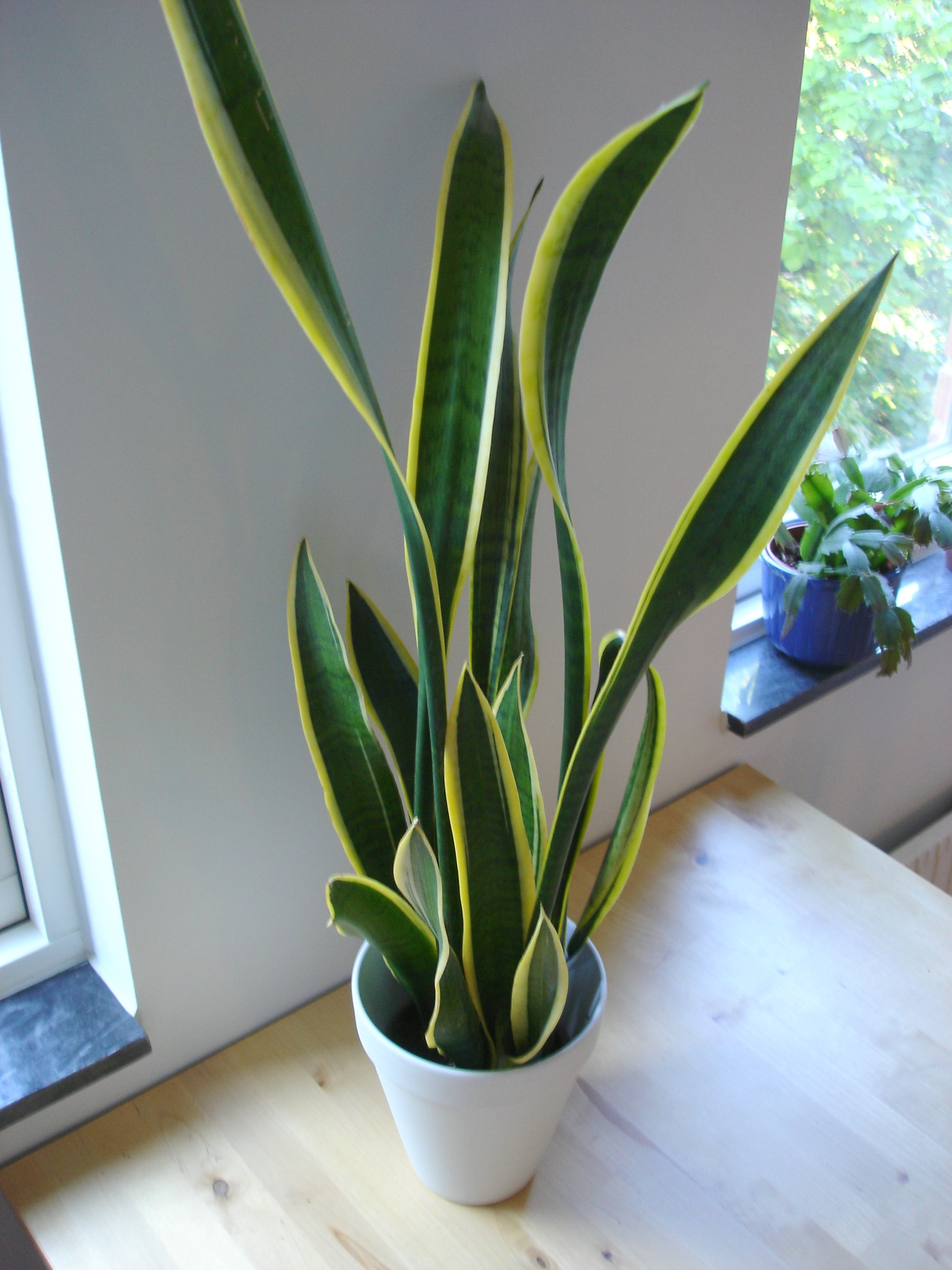
صورة لنبات منزلي
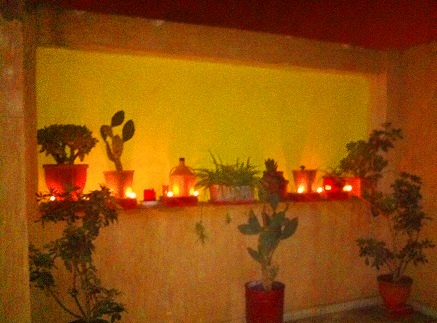
صف من الأُصص بنباتات منزلية مرتبة بشكل جمالي على بلكونة منزل
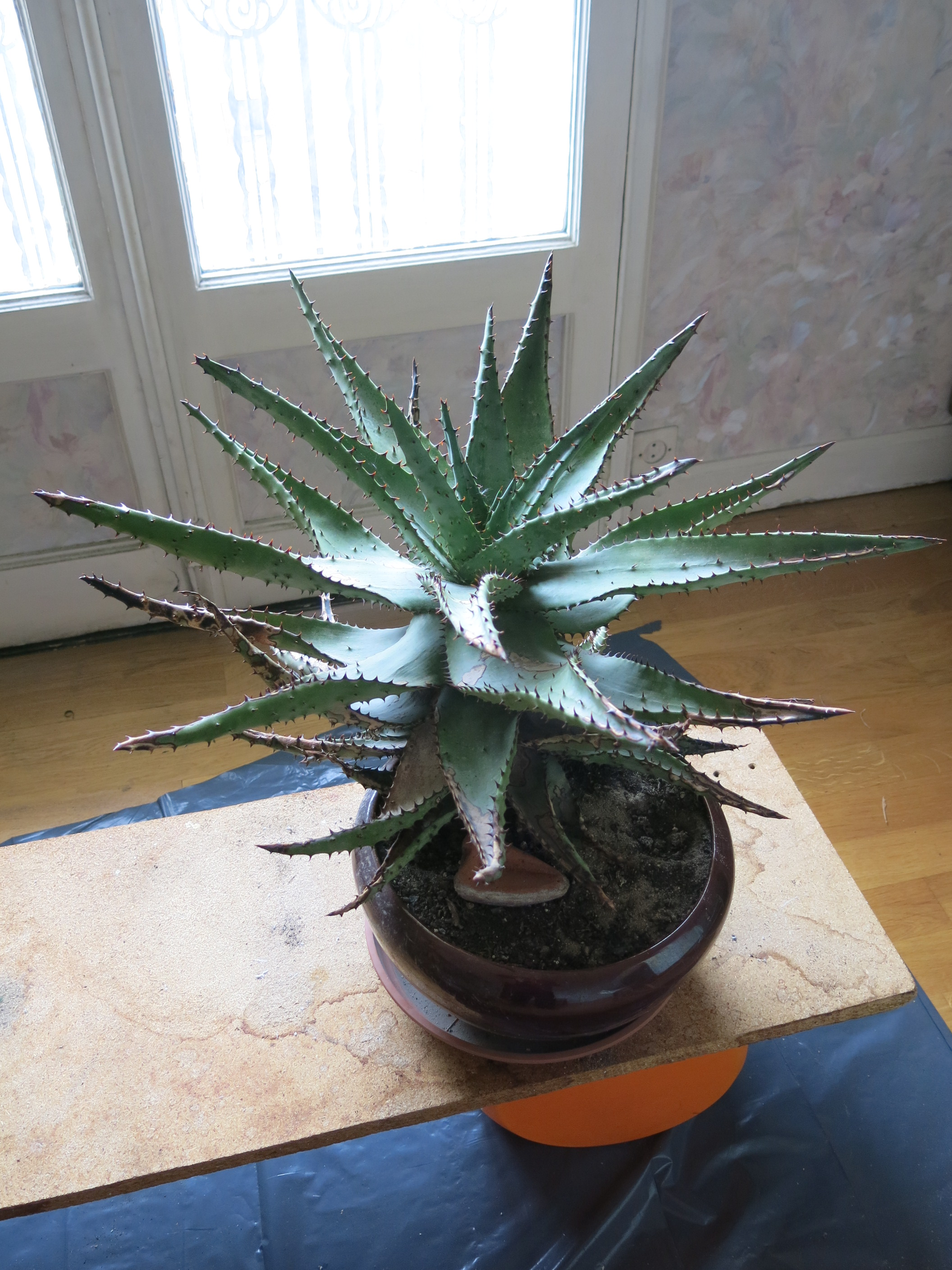
الصباريات من أجمل النباتات المنزلية وكذلك أفضلها في تنقية الهواء
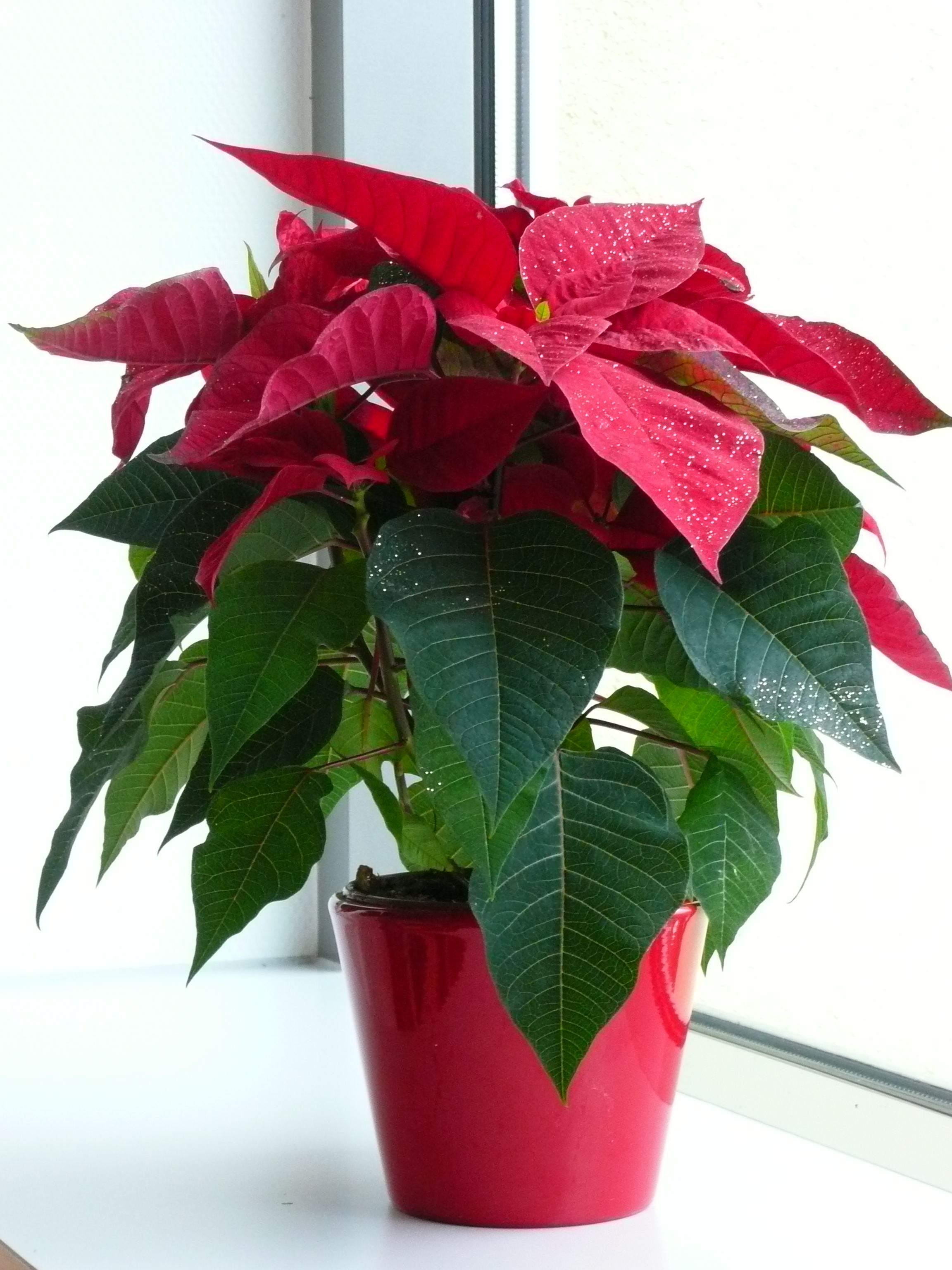
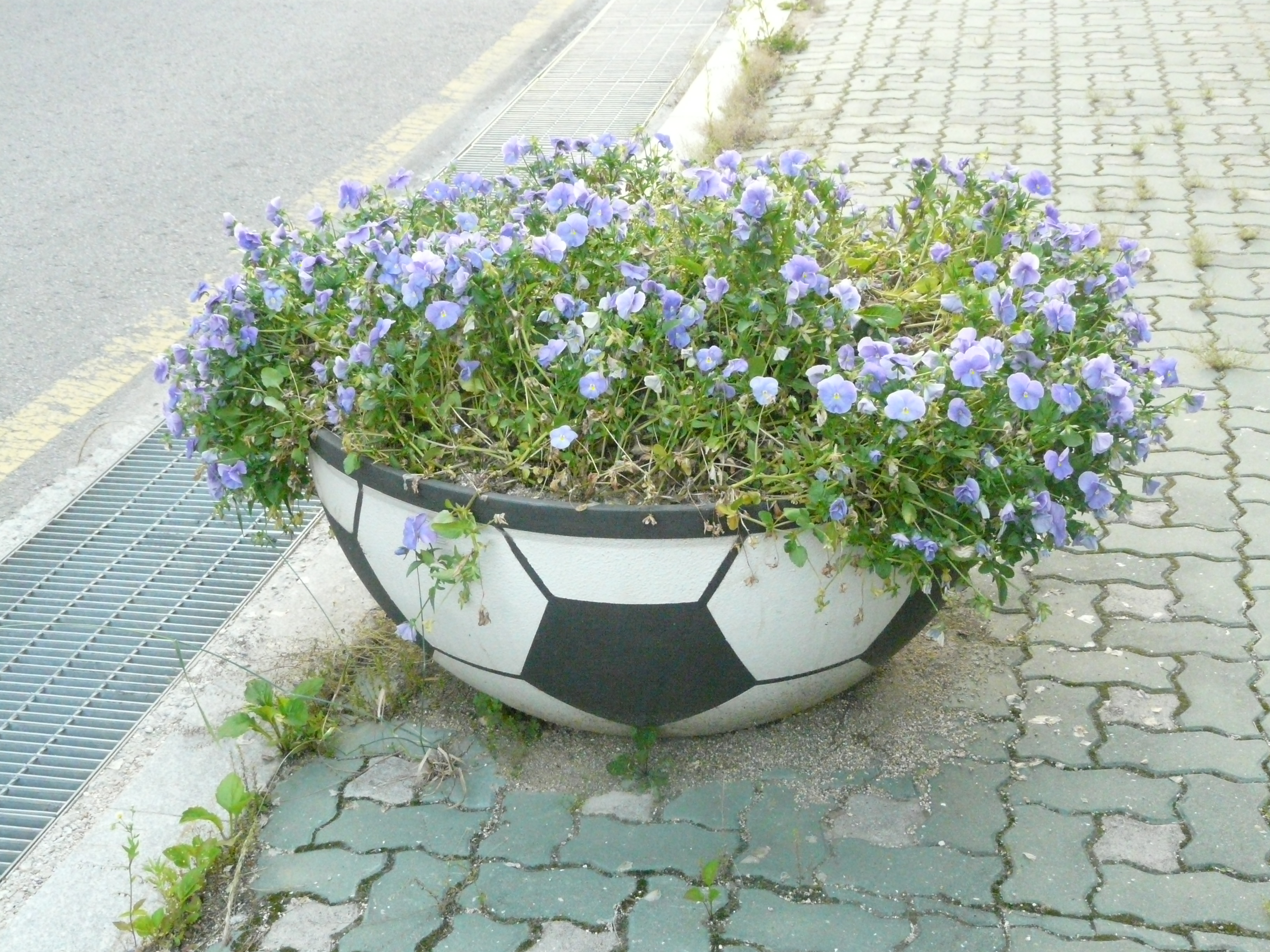
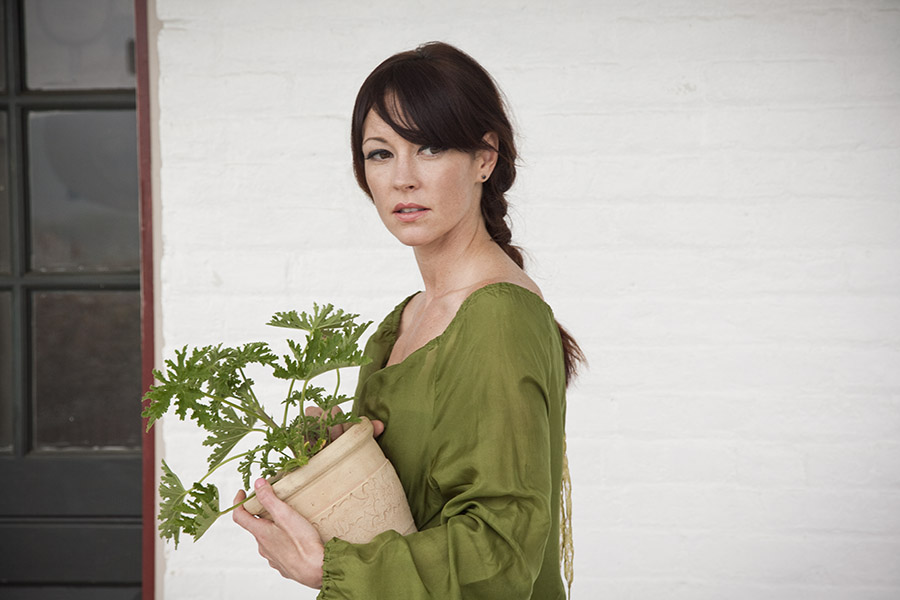
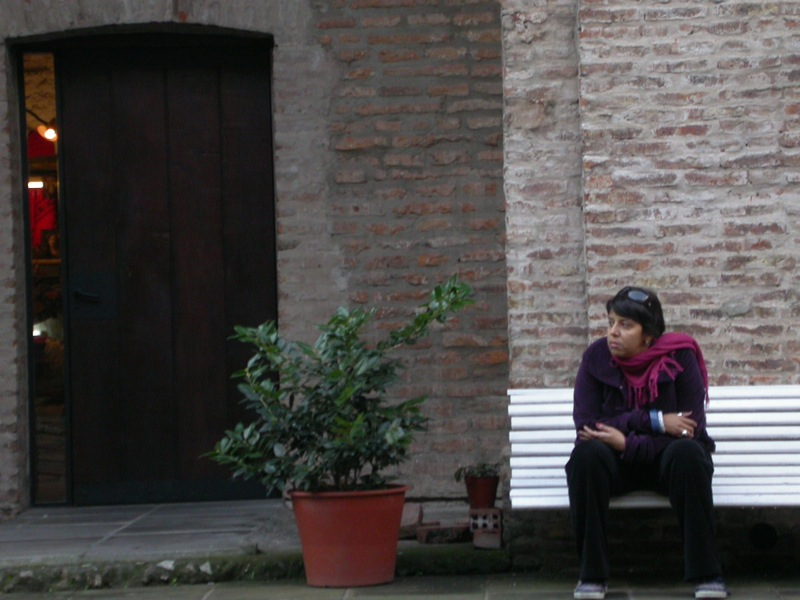